# Proportions corporelles

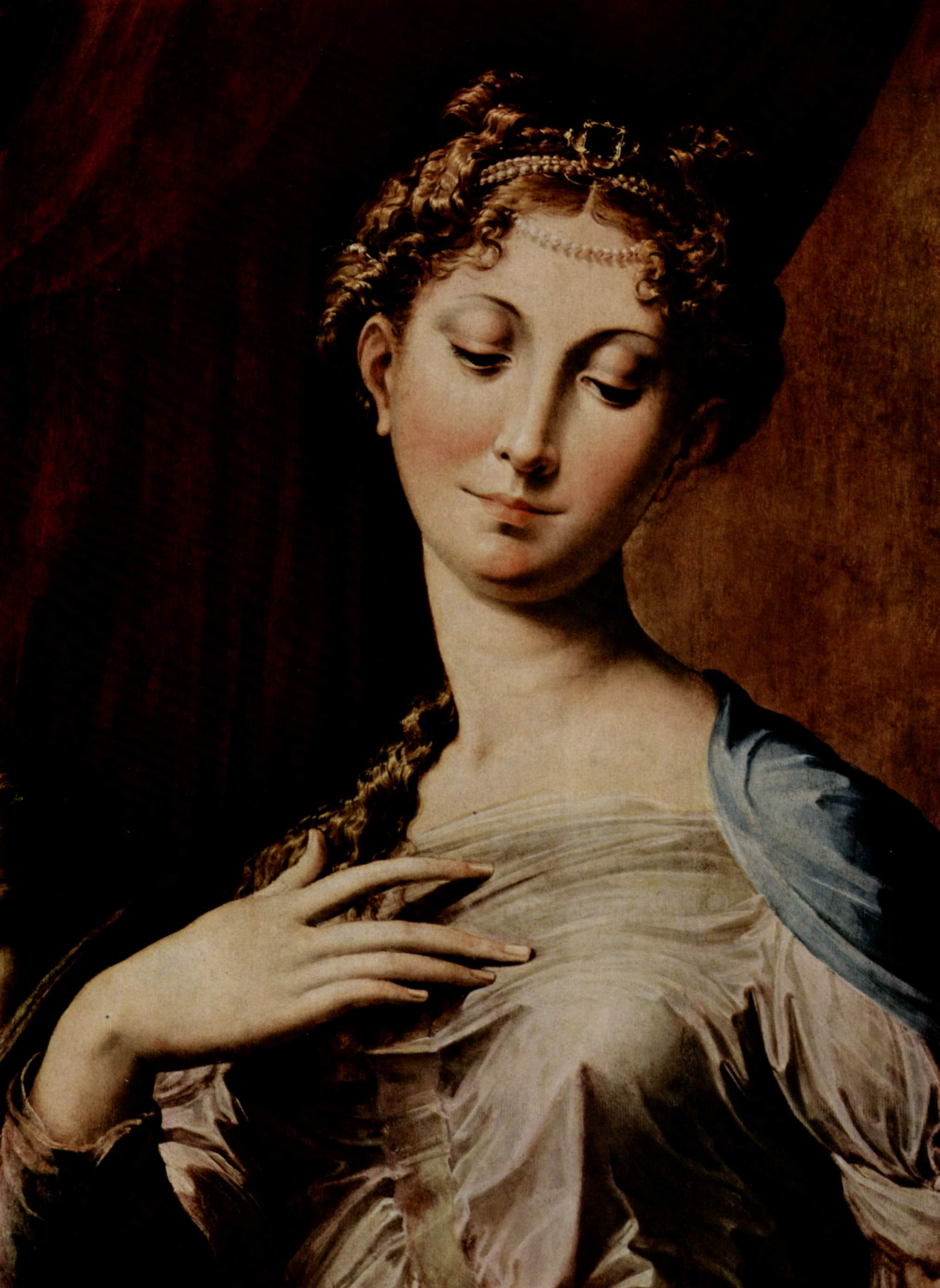
La Vierge au long cou, vers 1534-1540, par Parmigianino. Comme dans d'autres œuvres maniéristes, les proportions du corps - ici le cou - sont exagérées pour l'effet artistique.

Les proportions corporelles sont l'ensemble des rapports de longueur des parties du corps chez une personne donnée ou statistiquement dans un groupe ou population, et déterminée pour une part par le génome. L'âge intervient aussi puisqu'il est notoire que la proportion de la tête au reste du corps est plus grande chez le nouveau-né.

## Art
Bien qu'il existe une variation significative des proportions anatomiques entre les personnes, certaines proportions corporelles sont devenues canoniques dans l'art figuratif. L'étude des proportions corporelles, dans le cadre de l'étude de l'anatomie artistique, explore la relation des éléments du corps humain les uns avec les autres et avec l'ensemble. Ces ratios sont utilisés dans les représentations de la figure humaine et peuvent participer à un canon artistique de proportion corporelle au sein d'une culture. L'art académique du XIXe siècle exigeait un respect de ces mesures de référence et certains artistes du début du XXe siècle ont rejeté ces contraintes et les ont consciemment modifiées.